# Europarlamentari pentru Regatul Unit 1984-1989
Aceasta este o listă a membrilor Parlamentului European pentru Regatul Unit pentru sesiunea 1984-1989, aranjați după nume.
| Nume                   | Partid | Regiune                             |
| A                      |        |                                     |
| Gordon Adam            | Lab    | Northumbria                         |
| B                      |        |                                     |
| Richard Balfe          | Lab    | London South Inner                  |
| Robert Battersby       | Con    | Humberside                          |
| Christopher Beazley    | Con    | Cornwall & Plymouth                 |
| Peter Beazley          | Con    | Bedfordshire South                  |
| Lord Bethell           | Con    | London North West                   |
| Beata Brookes          | Con    | Wales North                         |
| Janey Buchan           | Lab    | Glasgow                             |
| C                      |        |                                     |
| Bryan Cassidy          | Con    | Dorset East & Hampshire West        |
| Barbara Castle         | Lab    | Greater Manchester West             |
| Fred Catherwood        | Con    | Cambridgeshire & Bedfordshire North |
| Kenneth Collins        | Lab    | Strathclyde East                    |
| Richard Cottrell       | Con    | Bristol                             |
| Christine Crawley      | Lab    | Birmingham East                     |
| Bob Cryer              | Lab    | Sheffield                           |
| David Curry            | Con    | Essex North East                    |
| D                      |        |                                     |
| Margaret Daly          | Con    | Somerset & Dorset West              |
| John de Courcy Ling    | Con    | Midlands Central                    |
| Basil de Ferranti      | Con    | Hampshire Central                   |
| Marquess of Douro      | Con    | Surrey West                         |
| E                      |        |                                     |
| Baroness Elles         | Con    | Thames Valley                       |
| Hon. James Elles       | Con    | Oxford & Buckinghamshire            |
| Michael Elliott        | Lab    | London West                         |
| Winifred Ewing         | SNP    | Highlands and Islands               |
| F                      |        |                                     |
| Sheila Faith           | Con    | Cumbria & Lancashire North          |
| Alex Falconer          | Lab    | Scotland Mid & Fife                 |
| Glyn Ford              | Lab    | Greater Manchester East             |
| G                      |        |                                     |
| Win Griffiths          | Lab    | Wales South                         |
| H                      |        |                                     |
| Michael Hindley        | Lab    | Lancashire East                     |
| Geoff Hoon             | Lab    | Derbyshire                          |
| Paul Howell            | Con    | Norfolk                             |
| Les Huckfield          | Lab    | Merseyside East                     |
| Stephen Hughes         | Lab    | Durham                              |
| John Hume              | SDLP   | Northern Irelanda                   |
| Alasdair Hutton        | Con    | Scotland South                      |
| J                      |        |                                     |
| Caroline Jackson       | Con    | Wiltshire                           |
| Christopher Jackson    | Con    | Kent East                           |
| K                      |        |                                     |
| Michael Kilby          | Con    | Nottingham                          |
| L                      |        |                                     |
| Alfred Lomas           | Lab    | London North East                   |
| M                      |        |                                     |
| John Marshall          | Con    | London North                        |
| David Martin           | Lab    | Lothians                            |
| Michael McGowan        | Lab    | Leeds                               |
| Hugh McMahon           | Lab    | Strathclyde West                    |
| Edward McMillan-Scott  | Con    | York                                |
| Tom Megahy             | Lab    | Yorkshire South West                |
| James Moorhouse        | Con    | London South & Surrey East          |
| David Morris           | Lab    | Wales Mid & West                    |
| N                      |        |                                     |
| Stanley Newens         | Lab    | London Central                      |
| Edward Newman          | Lab    | Greater Manchester Central          |
| Bill Newton Dunn       | Con    | Lincolnshire                        |
| Tom Normanton          | Con    | Cheshire East                       |
| O                      |        |                                     |
| Lord O'Hagan           | Con    | Devon                               |
| P                      |        |                                     |
| Ian Paisley            | DUP    | Northern Irelanda                   |
| Ben Patterson          | Con    | Kent West                           |
| Andrew Pearce          | Con    | Cheshire West                       |
| Terry Pitt             | Lab    | Midlands West                       |
| Henry Plumb            | Con    | Cotswolds                           |
| Derek Prag             | Con    | Hertfordshire                       |
| Peter Price            | Con    | London South East                   |
| Christopher Prout      | Con    | Shropshire & Stafford               |
| James Provan           | Con    | Scotland North East                 |
| Q                      |        |                                     |
| Joyce Quin             | Lab    | Tyne and Wear                       |
| R                      |        |                                     |
| Shelagh Roberts        | Con    | London South West                   |
| S                      |        |                                     |
| James Scott-Hopkins    | Con    | Hereford & Worcester                |
| Barry Seal             | Lab    | Yorkshire West                      |
| Madron Seligman        | Con    | Sussex West                         |
| Dr. Alexander Sherlock | Con    | Essex South West                    |
| Richard Simmonds       | Con    | Wight & Hampshire East              |
| Anthony Simpson        | Con    | Northamptonshire                    |
| Llewellyn Smith        | Lab    | Wales South East                    |
| George Stevenson       | Lab    | Staffordshire East                  |
| Kenneth Stewart        | Lab    | Merseyside West                     |
| Jack Stewart-Clark     | Con    | Sussex East                         |
| T                      |        |                                     |
| John Taylor            | OUP    | Northern Irelanda                   |
| John Tomlinson         | Lab    | Birmingham West                     |
| Carole Tongue          | Lab    | London East                         |
| Frederick Tuckman      | Con    | Leicester                           |
| Amédée Turner          | Con    | Suffolk                             |
| V                      |        |                                     |
| Peter Vanneck          | Con    | Cleveland & Yorkshire North         |
| W                      |        |                                     |
| Michael Welsh          | Con    | Lancashire Central                  |
| Norman West            | Lab    | Yorkshire South                     |

## Alegeri speciale

### 1987
- 5 martie: Midlands, West - John Bird (Laburist), l-a înlocuit pe Terry Pitt (decedat)

### 1988
- 15 decembrie: Hampshire, Central - Edward Kellett-Bowman (Conservator), l-a înlocuit pe Basil de Ferranti (decedat)